# 華井俊樹

華井 俊樹（はない としき、1984年9月26日 - ）は、日本の元裁判官。岐阜県出身。大阪地方裁判所の判事補(当時の担当は第24民事部合議2係)であったが、弾劾裁判により罷免された。史上7人目の罷免者となった。

## 略歴・人物
- 岐阜県立岐阜北高等学校を経て中央大学に入学[2]。大学では法友会に所属[2]。
- 2007年（平成19年）4月 名古屋大学法科大学院(既習者コース)入学
- 2009年（平成21年）3月 名古屋大学法科大学院(既習者コース)修了[3]
- 2009年（平成21年）9月 新司法試験に合格
- 2010年（平成22年）司法研修所にて司法修習(新63期)を修了
- 2011年（平成23年）1月16日 大阪地方裁判所に判事補として任官[4]
- 2012年（平成24年）8月29日 大阪府迷惑防止条例違反(盗撮)で現行犯逮捕
- 2013年（平成25年）4月10日 弾劾裁判にて罷免判決が言い渡され失職[4]

## 著書
- 『名古屋ロー・レビュー』創刊号(2009年9月) - 共著(編集委員の一人として執筆活動に参加)[5]

## 担当した裁判
- 大阪パチンコ店放火殺人事件 - 死刑（絞首刑）の合憲性が争われた事件。華井は左陪席裁判官として合議体に加わり、2011年10月、完全責任能力を認定した上で、死刑について「憲法違反ではない」と判断し、裁判員裁判で10例目の死刑判決を宣告した[6]。

## 逮捕および起訴・有罪判決
2012年8月29日午前8時30分頃、自宅から裁判所へ出勤の途中、京阪電鉄寝屋川市 - 萱島駅間を走行中の準急電車内で、スマートフォン（高機能携帯電話）で30歳代の女性のキュロットスカートの中を動画撮影し、しゃがみこんでスマートフォンのカメラをスカート下部に差し入れている様子を不審に思った乗客の男性に取り押さえられ、駅員に引き渡された後、大阪府迷惑防止条例違反(盗撮)で大阪府寝屋川警察署の警察官に現行犯逮捕された。寝屋川警察署によると、華井は容疑を認めた上で「どんなパンティーをはいているか知りたかった」と供述した。また、盗撮について「（盗撮は）今年の春ごろから始めた」 と常習性を匂わせる供述もしており、スマートフォン内には他に数人の女性の動画が保存されていたことから、寝屋川警察署では本事件との関連を捜査している。この事件の発生に対し、大阪地方裁判所長の二本松利忠は「現職裁判官が逮捕され、驚いている。早急に事実関係の確認に努めたい」とのコメントを発表した。現職裁判官の逮捕は華井で5人目となっている。
2012年8月30日、寝屋川警察署は華井を大阪地方検察庁に送検し、大阪地検は同日に処分保留のまま釈放した。その後、在宅のまま略式起訴され、大阪簡易裁判所（畑山明則裁判官）は9月10日に罰金50万円の略式命令（有罪判決）を出した。なお、華井は大阪地方裁判所に退官願を出したが、保留された状態のまま、自宅待機を命じられた。2012年9月12日、最高裁判所は裁判官会議において華井の行為が裁判官弾劾法が罷免理由として定める「裁判官としての威信を著しく失う非行」に当たると判断し、弾劾裁判で罷免するよう国会の裁判官訴追委員会に訴追を請求した。

## 弾劾裁判および罷免判決
2012年10月、国会の裁判官訴追委員会（委員長：小沢鋭仁）は華井に対する事情聴取を実施した。その際、華井は違法行為を認め、反省の弁を述べた。その後、2012年11月13日に裁判官訴追委員会は華井の罷免を求めて裁判官弾劾裁判所へ訴追を行った。その後、国会の裁判官訴追委員会が「罷免相当」と判断し、裁判官弾劾裁判所が罷免の可否を審理した結果、2013年4月10日に罷免判決が言い渡され、華井は法曹資格を失った。